# Parade (film)
|  | Denne artikel er oprettet af botten Steenthbot ud fra en ekstern database. Den kan derfor have sproglige fejl eller mangler. Denne skabelon kan fjernes efter kontrol af indholdet. |

Parade er en dansk kortfilm fra 2020 instrueret af Lena Milovic.

## Handling
Håndboldtræneren Bojana bliver sat på prøve, da forældrene til lilleputholdet sætter spørgsmålstegn ved hendes - i deres øjne - hårde facon og (u)pædagogiske metoder. Det kulminerer for hende under en håndboldkamp, hvor alle har en holdning til, hvordan hun bør være - både som menneske og som træner. Hun må derfor vælge: Skal hun lytte til kritikken og skrue ned for sit temperament, eller skal hun risikere konsekvenserne af at holde paraderne oppe og stå ved sig selv og sine værdier?

## Medvirkende
- Marinela Djekic, Bojana
- Dragana Milutinovic, Lepa
- Gabriella Bermann, Zora
- Sanne Sol, Hanne
- Margrethe Koytu, Jonna
- Wahid Sui Mahmoud, Dommer
- Frida Woller, Håndboldspiller
- Amanda Arvid, Håndboldspiller
- Karoline Nymann Lysdahlgaard, Håndboldspiller
- Elias Green Jensen, Håndboldspiller
- Emma Hesselberg Rasmussen, Håndboldspiller
- Nikoline Hesselberg Rasmussen, Håndboldspiller
- Sebastian L. Noack, Håndboldspiller
- Liva Ohlhoff Christiansen, Håndboldspiller
- Isabella Danum Christensen, Håndboldspiller
- Niklas Damkjær, Håndboldspiller
- Aviaya Søgaard Amelung, Håndboldspiller
- Valdemar Hansen, Håndboldspiller
- Frederikke Jeppesen, Håndboldspiller
- Anna Vester Hjort, Håndboldspiller
- Nicoline Olsen, Håndboldspiller
- Alia Lund Nilausen, Håndboldspiller
- Brian Elgaard Pedersen, Heppekor
- Farhad Saeed, Heppekor
- John Fobian Madsen, Heppekor
- Hanne Christine Bech, Heppekor
- Carsten Hermund, Halassistent
- Andreas Elle, Buschauffør
- August Colding, Håndboldtræner
- Mette Rasj-Nielsen, Kantinegæst
- Rune Hedegaard Kjær, Kantinegæst
- Thomas Abrigo Toustrup, Forældre
- Eddie Emhof Brøchner, Forældre